# Maxera digoniata
Maxera digoniata är en fjärilsart som beskrevs av George Francis Hampson 1952. Maxera digoniata ingår i släktet Maxera och familjen nattflyn. Inga underarter finns listade i Catalogue of Life.